# Elatostema arcuatipes
Elatostema arcuatipes es una especie de planta del género Elatostema, perteneciente a la familia Urticaceae.

## Taxonomía
Elatostema arcuatipes fue descrita por Wen Tsai Wang y Y. G. Wei en 2014.

## Distribución
Se encuentra en el territorio centro-sur de China.